# Trichoptya testacea
Trichoptya testacea là một loài bướm đêm trong họ Noctuidae.